# Ľudovít Cvetler
Ľudovít Cvetler, né le 17 septembre 1938 à Bernolákovo, est un footballeur slovaque. Il évolue au poste d'attaquant de la fin des années 1950 au milieu des années 1970.
Formé au Slovan Bratislava, il remporte avec cette équipe la Coupe d'Europe des vainqueurs de coupe en 1969. Il joue ensuite au Standard de Liège et gagne deux titres de champion de Belgique en 1970 et 1971.
International tchécoslovaque à deux reprises, il remporte avec la Tchécoslovaquie olympique la médaille d'argent au tournoi de football des Jeux olympiques de 1964.

## Biographie
Ľudovít Cvetler dispute 257 rencontres pour 59 buts inscrits en championnat de Tchécoslovaquie et 62 matchs pour 16 buts marqués en championnat de Belgique. Il remporte avec le Slovan Bratislava la Coupe d'Europe des vainqueurs de coupe en 1969.
Sous les couleurs du Standard de Liège, il gagne le championnat de Belgique en 1970 et 1971.
Il compte deux sélections en équipe nationale et remporte avec la Tchécoslovaquie olympique la médaille d'argent au tournoi de football des Jeux olympiques de 1964.